# 西昌华吸鳅
西昌华吸鳅（学名：Sinogastromyzon sichangensis）为平鳍鳅科华吸鳅属的淡水鱼类。分布于中国金沙江水系等，常见于山溪流水环境以及底栖。该物种的模式产地在四川西昌。

## 扩展阅读
維基物種上的相關：西昌华吸鳅